# Gräppås (fd småort)
Gräppås var före 2015 en av SCB avgränsad och namnsatt småort i orten Gräppås i Kungsbacka kommun. Vid 2015 års avgränsning klassades den som en del av tätorten Halla Heberg.